# Batalla de Gavinana
La batalla de Gavinana se libró el 3 de agosto de 1530, dentro de la Guerra de la Liga de Cognac entre 3.500 mercenarios a sueldo de los florentinos comandados por Francesco Ferruccio y las fuerzas imperiales de Carlos V del Sacro Imperio Romano Germánico, con más de 9.000 soldados bajo el mando de diferentes condottieros como Fabrizio Maramaldo, Alessandro Vitelli y Niccolò Bracciolini todos ellos bajo las órdenes de Filiberto de Chalon, Príncipe de Orange.
La batalla fue la culminación de un desesperado intento por parte del hasta entonces invicto Ferruccio para romper el asedio. Tanto él como el comandante enemigo, Filiberto de Chalons, murieron en la batalla. La destrucción del contingente florentino condujo pocos días después a la capitulación de la República mediante el tratado de Florencia y el retorno al poder de los Médici.
Tras la batalla, se hizo célebre la muerte de Francesco Ferruccio (herido, capturado y desarmado) a manos de Maramaldo, quien quería vengar las muchas humillaciones sufridas durante el asedio de Volterra. Tal fue la ignominia del "condottiero" con este acto, que aún hoy en día su nombre se usa como insulto. El episodio se puso en duda por los historiadores, pero fue narrado en muchas versiones de la época, entre ellas la de Guicciardini.